# Dorafsheh
Dorafsheh (persiska: درفشه) är ett samhälle i Iran.   Det ligger i provinsen Gilan, i den nordvästra delen av landet, 260 km nordväst om huvudstaden Teheran. Dorafsheh ligger 214 meter över havet och antalet invånare är 115.
Terrängen runt Dorafsheh är kuperad åt nordost, men åt sydväst är den bergig. Runt Dorafsheh är det ganska tätbefolkat, med 134 invånare per kvadratkilometer. Närmaste större samhälle är Fūman, 15,6 km öster om Dorafsheh. I omgivningarna runt Dorafsheh växer i huvudsak blandskog.